# ソランギウム属
ソランギウム属はポリアンギウム科に属するグラム陰性の非芽胞形成好気性桿菌。滑走による運動を行う。2014年現在基準種のソランギウム・セルロスムのみが知られている。名称は積み重なった器を意味する。
土壌に存在して粘液を出す、粘液細菌の一つ。集団で行動し、後続の菌は先行する菌の出した粘液を追跡する。セルロースを炭素源とし無機の窒素を窒素源として利用できるほか、アンブルチシン、ジェランゴリドといった抗真菌剤や、ツガシンやタルトロロンといった抗生物質を生産する。栄養状態が悪くなると集合して粘菌胞子を多く含む小胞子嚢(スポランギオール)の複数入った橙色から灰色の柄のない子実体を形成し、粘菌胞子は栄養状態の良い場所で発芽して栄養細胞となる。